# Droits LGBT en Colombie

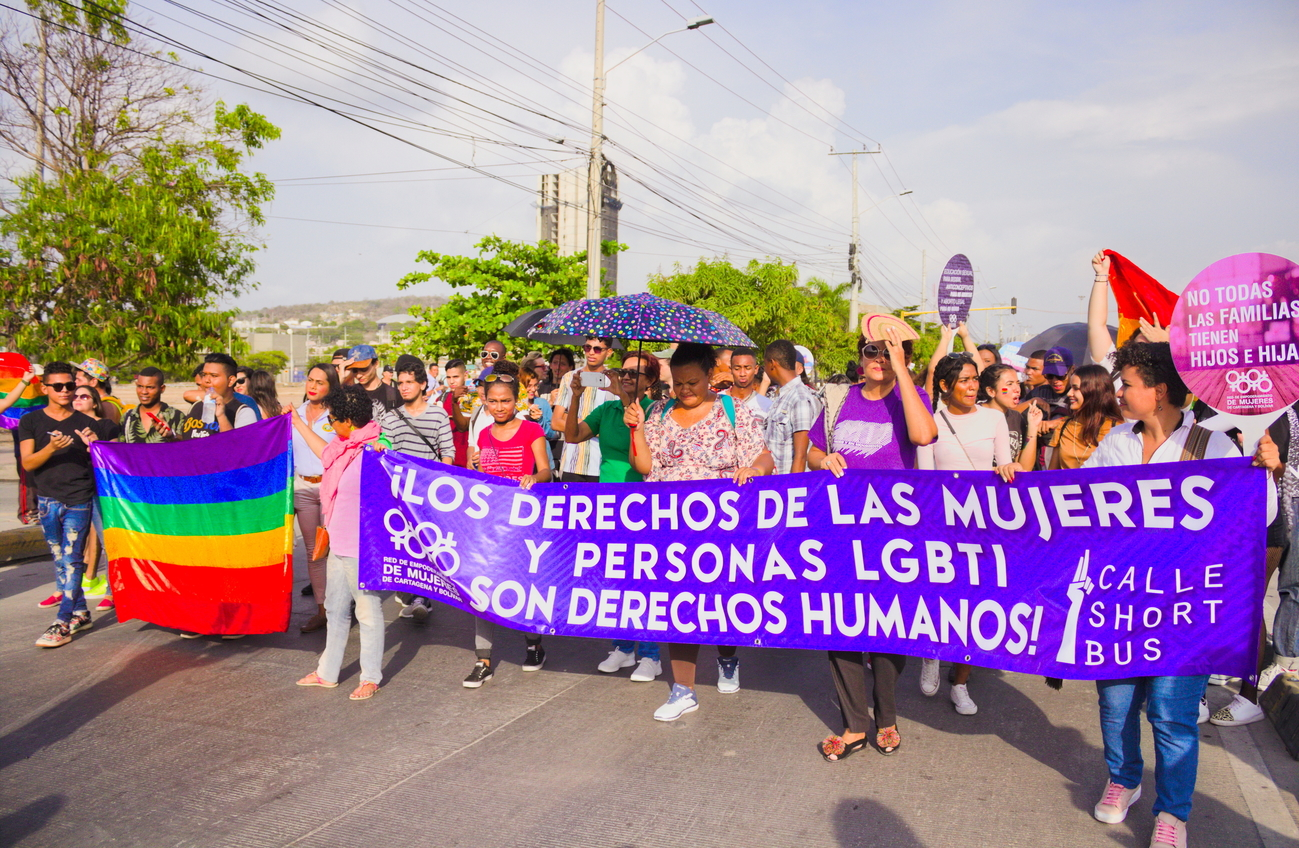
Manifestation pour les droits LGBT durant la Journée internationale contre l'homophobie (2019).

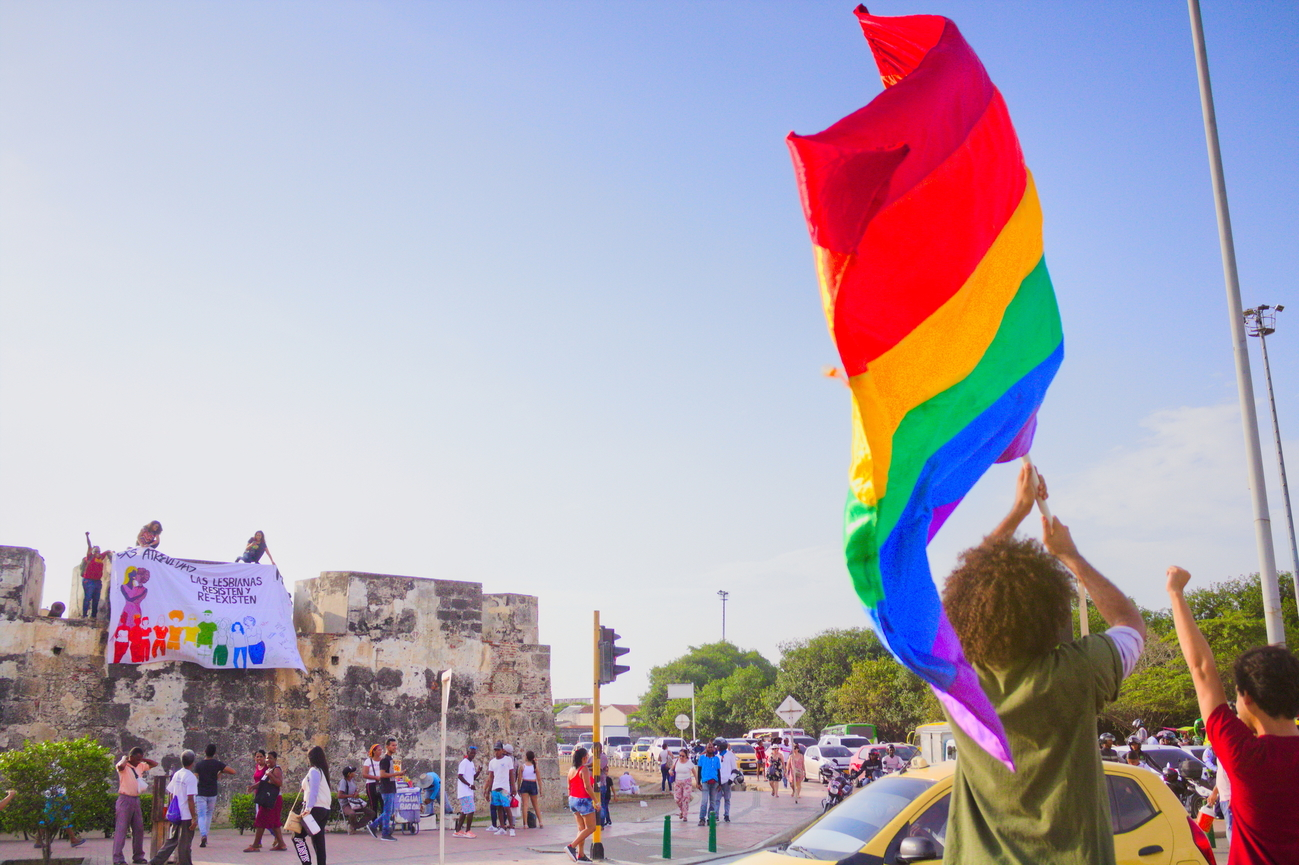
Drapeau LGBT à Carthagène des Indes (2019).

Les droits des lesbiennes, gays, bisexuels et personnes transgenres (LGBT) en Colombie ont progressé depuis la décriminalisation, pionnière en Amérique Latine, des actes homosexuels en 1980.
Entre février 2007 et avril 2008, trois jugements de la cour constitutionnelle donnent aux couples de même sexe les mêmes droits concernant les retraites, la sécurité sociale et la propriété que les couples femme/homme. Le mariage entre couples de même sexe est légalisé le 28 avril 2016.

## Droits constitutionnels
Durant les années 1990, la majorité sexuelle passe à 14 ans pour tous,. En 1998, un jugement de la cour constitutionnelle protège les professeurs  contre le licenciement en raison de leur orientation sexuelle et empêche les écoles privées religieuses de refuser les étudiants pour cette même raison. En 1999, elle lève l'interdiction faite aux homosexuels de rejoindre l'armée.

## Mariage entre personnes de même sexe
Le mariage homosexuel est légal en Colombie après un long et complexe processus législatif et judiciaire. Le 28 avril 2016, la Cour constitutionnelle de Colombie met fin à des années d'incertitude juridique vécues par les couples homosexuels et réaffirme leurs droits en confirmant la validité du mariage homosexuel. Avant ce jugement, selon une interprétation antérieure de la Constitution colombienne de 1991, les couples homosexuels ne pouvaient former qu'une « union de fait » après avoir vécu deux ans ensemble. L'union peut être enregistrée ou non ; elle a la même qualité juridique dans les deux cas, mais la première peut être plus commode pour l'accès aux droits reconnus par la loi. Le couple peut enregistrer son union en passant un acte devant un notaire ou un juge.

## Lois contre les discriminations
En 2011, le Congrès passe une loi punissant de trois ans d'emprisonnement et d'amendes les discriminations, en particulier envers les LGBT,. Les pénalités sont plus fortes lorsque la discrimination est dans un lieu public ou dans les médias, est le fait d'un fonctionnaire, ou si la personne discriminée se retrouve privée de ses droits relatifs au travail ou est entravée dans son accès aux services publics ; elles sont plus légères si le coupable présente publiquement des excuses.

## Identité de genre
Le 4 juin 2015, le gouvernement publie un décret simplifiant le processus en éliminant la nécessité de passer par un examen psychiatrique pour prouver son identité de genre,.

## Synthèse des droits LGBT en Colombie
- Dépénalisation de l’homosexualité :  depuis 1981
- Identité de genre :  depuis 1993
- Service militaire :  les personnes LGBT sont autorisées à servir dans l’armée
- Protection contre les discriminations :  depuis 2011
- Mariage :  depuis 2016
- Adoption :  depuis 2015